# 利川徐氏
利川徐氏（韓語：이천 서씨）是朝鮮半島的徐姓本貫，祖籍京畿道利川，始祖為箕子朝鮮建立者箕子的第40代子孫準王的後代徐神逸，準王因衛滿起兵推翻其統治而逃到朝鮮半島。